# Whiting, Wisconsin
Whiting är en ort (village) i Portage County i Wisconsin i USA. Vid 2010 års folkräkning hade Whiting 1 724 invånare.